# Asz-Szadżara (Palestyna)
Asz-Szadżara (arab. ‏الشَجَرَة‎) – nieistniejąca już arabska wieś, która była położona w Dystrykcie Tyberiady w Mandacie Palestyny. Wieś została wyludniona i zniszczona podczas wojny domowej w Mandacie Palestyny, po ataku żydowskiej organizacji paramilitarnej Hagana w dniu 6 maja 1948.

## Położenie
Asz-Szadżara leżała w Dolnej Galilei, w połowie drogi z Nazaretu do Tyberiady. Według danych z 1945 do wsi należały ziemie o powierzchni 3754 ha. We wsi mieszkało wówczas 770 osób.
| własność gruntów | powierzchnia gruntów (hektary) |
| ---------------- | ------------------------------ |
| Arabowie         | 2757                           |
| Żydzi            | 61                             |
| publiczne        | 936                            |
| Razem            | 3754                           |

| Rodzaj użytkowanych gruntów | Arabowie (hektary) | Żydzi (hektary) |
| --------------------------- | ------------------ | --------------- |
| uprawy oliwek               | 700                | 0               |
| uprawy zbóż                 | 2114               | 28              |
| nieużytki                   | 935                | 0               |
| zabudowane                  | 100                | 0               |

## Historia
Krzyżowcy nazywali tutejszą osadę Seiera. W 1596 wieś Asz-Szadżara została włączona do Imperium Osmańskiego. W owym czasie liczyła ona 396 mieszkańców, którzy utrzymywali się z upraw pszenicy, jęczmienia, oliwek, owoców i bawełny.
W okresie panowania Brytyjczyków Asz-Szadżara była średniej wielkości wsią, w której znajdowała się szkoła dla chłopców.
Podczas wojny domowej w Mandacie Palestyny we wsi stacjonowały siły Arabskiej Armii Wyzwoleńczej, które paraliżowały żydowską komunikację w całym obszarze. Celem licznych ataków był pobliski moszaw Ilanijja. Aby przeciwdziałać temu zagrożeniu, w dniu 6 maja 1948 siły żydowskiej organizacji Hagana zdobyły wieś Asz-Szadżara. Wszyscy jej mieszkańcy uciekli. Na początku I wojny izraelsko-arabskiej w maju 1948 do zniszczonej wsi Asz-Szadżara powróciły siły Arabskiej Armii Wyzwoleńczej. Wykorzystywały one wieś do przeprowadzenie dwóch bitew o moszaw Ilanijję (9-18 lipca). W trakcie operacji „Dekel” wojska izraelskie zdobyły 16 lipca pobliskie miasto Nazaret. W wyniku tego arabskie milicje wycofały się do Górnej Galilei. Izraelczycy zajęli wówczas opuszczoną wieś Asz-Szadżara i wyburzyli jej domy.

## Miejsce obecnie
Na terenie wioski Asz-Szadżara utworzono szkoleniową bazę wojskową Havat haSzomer, natomiast grunty rolne wioski przejął moszaw Ilanijja.

Palestyński historyk Walid Chalidi, tak opisał pozostałości wioski Asz-Szadżary:

Pomiędzy dziką roślinnością można dostrzec ruiny domów i wystające połamane pręty zbrojenia. Zachodnia część terenu oraz okolice wzgórza są porośnięte kaktusami. Na południowym skraju jest szeroka, głęboka studnia ze spiralnymi schodami wewnątrz (używane do okresowego czyszczenia i konserwacji).